# Cosina CX-2

Cosina Co., Ltd. Empresa fotográfica japonesa localizada en la ciudad de Nagano.

Cosina CX-2 es una cámara japonesa que fue lanzada en 1981, una versión mejorada de la Cosina CX-1. Se trata de una cámara compacta de película de 35 mm con exposición automática. Existe una copia de esta cámara que se llama Lomo LC-A. Las principales diferencias son el disparador automático y la mejor lente que tiene la Cosina CX-2, además, otra de las diferencias más destacables de esta última, es el sistema de protección de la lente. Este modelo presenta un sistema de exposición automática que determina la velocidad de apertura / obturación. Las velocidades de obturación van de 1/500 a 30 segundos y el rango de apertura es de f2.8 a f16. También tiene un modo de flash.

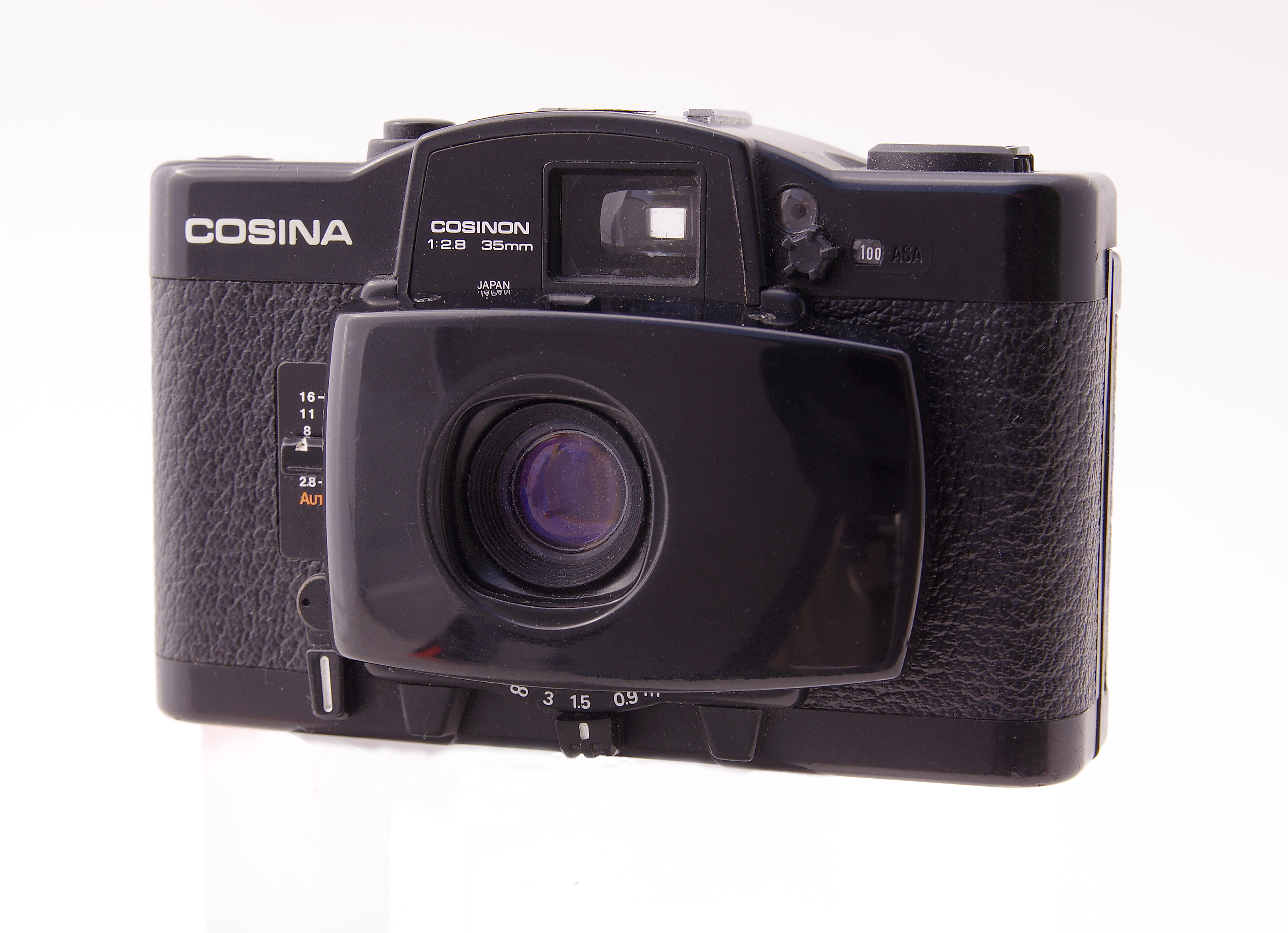
Cámara Cosina CX-2

| Tipo                    | miniatura de 35 mm, obturador de lente, cámara EE programada |
| Película                | 24 mm x 36 mm                                                |
| Apertura de diafragma   | f2.8 a f16                                                   |
| Velocidad de obturación | 1/500 segundos a 30 segundos                                 |
| ISO                     | 25 a 400                                                     |
| Baterías                | 2 pilas de óxido de plata SR44 de 1,5 voltios                |
| Lente                   | Cosinon 35 mm f 2.8 de 5 grupos y 5 elementos                |
| Obturador               | automático programado                                        |
| Rango de enfoque        | 0,9 m hasta el infinito                                      |
| Temporizador            | 8 segundos de retardo                                        |
| Dimensiones             | 103 × 66 × 42,5 mm                                           |
| Peso                    | 225 g (sin baterías)                                         |